# Pietro Tasca
Pietro Tasca (Palermo, 25 novembre 1756 – Cefalù, 2 gennaio 1839) è stato un vescovo cattolico italiano.

## Biografia
È nato a Palermo nell'omonima arcidiocesi nel 1756, probabilmente il 25 novembre.
Il papa Leone XII lo ha nominato vescovo di Lipari il 13 marzo 1826; ha ricevuto l’ordinazione episcopale il successivo 21 maggio dal cardinale Pietro Gravina, arcivescovo metropolita di Palermo.
Il 17 settembre 1827 lo stesso Papa lo ha nominato vescovo di Cefalù.
È morto a Cefalù il 2 gennaio 1839.

## Genealogia episcopale
La genealogia episcopale è:
- Cardinale Scipione Rebiba
- Cardinale Giulio Antonio Santori
- Cardinale Girolamo Bernerio, O.P.
- Arcivescovo Galeazzo Sanvitale
- Cardinale Ludovico Ludovisi
- Cardinale Luigi Caetani
- Cardinale Ulderico Carpegna
- Cardinale Paluzzo Paluzzi Altieri degli Albertoni
- Papa Benedetto XIII
- Papa Benedetto XIV
- Papa Clemente XIII
- Cardinale Francesco Saverio de Zelada
- Cardinale Pietro Gravina
- Vescovo Pietro Tasca